# Tes yeux noirs
Tes yeux noirs is een nummer van de Franse band Indochine uit 196. Het is de derde en laatste single van hun derde studioalbum 3.
"Tes yeux noirs" gaat over een romantische nacht van de ik-figuur met zijn geliefde. Hij wenst dat ze bij hem blijft. Het nummer werd een grote hit in Frankrijk, waar het de 8e positie bereikte.
De bijbehorende videoclip werd geregisseerd door Serge Gainsbourg.

## Tracklijst
- 7"

1. "Tes yeux noirs" - 4:25
2. "Monte Cristo" - 5:44